# Автошлях Т 0305
Автошля́х Т 0305 — автомобільний шлях територіального значення у Волинській області. Пролягає територією Іваничівського та Локачинського районів через Нововолинськ — Іваничі — Павлівку — Локачі. Загальна довжина — 41,8 км.

## Маршрут
Автошлях проходить через такі населені пункти:
| Автошлях Т 0305     |        |
| Волинська область   |        |
| Іваничівський район |        |
| Нововолинськ        | Р15    |
| Будятичі            |        |
| Грибовиця           |        |
| Благодатне          |        |
| Іваничі             |        |
| Старосілля          |        |
| Павлівка            | Т 0302 |
| Клопочин            |        |
| Жашковичі           |        |
| Волиця              |        |
| Локачинський район  |        |
| Бермешів            |        |
| Дорогиничі          |        |
| П'ятикори           |        |
| Локачі              | Т 0311 |